# Microphycita titillella
Microphycita titillella är en fjärilsart som beskrevs av Dyar 1914. Microphycita titillella ingår i släktet Microphycita och familjen mott. Inga underarter finns listade i Catalogue of Life.